# Водолечебница Рындзюна
Водолечебница Рындзюна — особняк, в котором в конце XIX века на улице Социалистической, 94 в Кировском районе Ростова-на-Дону врачом Ильей Гилелевичем Рындзюном была организована первая в городе водолечебница. Дом представлял историческую и архитектурную ценность, но со временем стал находиться в аварийном состоянии, а затем и вовсе снесён в 2014 году.

## История
Матильда Рындзюн приобрела трёхэтажный особняк на тогдашней улице Никольской, 92 в Ростове-на-Дону, в котором в 1895 году её муж Илья Рындзюн открыл первую в городе водолечебницу. В ней проводилось светолечение и водолечение больных. Сам доктор называл свои методы «рациональной гидротерапией», которая в Ростове того времени была абсолютно новым явлением.
Врач Илья Рындзюн переехал в Ростов-на-Дону из Петербурга, профессиональное образование он получил в Императорской военно-медицинской академии. Не смотря на новизну методов, водолечебница Рындзюна стала популярной среди горожан в узкие временные рамки. Спектр проводимых процедур постепенно расширялся: к гидромассажу, лечебным и оздоровительным ваннам прибавилось ещё и светолечение. В 1901 году Илья Рындзюн издал собственную книгу о методах лечения небольшим тиражом, и она была моментально раскуплена. Есть основания полагать, что писатель Антон Павлович Чехов, во время посещений Ростова-на-Дону, также посещал водолечебницу Рындзюна.
В этом трёхэтажном доме выросли дети Ильи Рындзюна, двое из которых стали знаменитыми: дочь Нина Нисс-Гольдман стала известным скульптором, а сын Владимир эмигрировал, работал за границей журналистом и писателем. В книге, датируемой 1912 годом, этот дом носил название «Гидропатического заведения и светолечебницы доктора Рындзюна».
В 1917 году, ещё до наступления революции, семья Рындзюн продала этот дом казакам общества войска Донского — братьям Корольковым, его стоимость тогда оценивалась в 360 000 рублей. После 1917 года в здании были обустроены коммунальные квартиры. До 2004 года бывшая водолечебница значилась в охранном реестре министерства культуры в качестве объекта истории и культуры регионального значения. Затем появилась информация, что здания должны то сносить, то сохранять. В 2009—2010 годах ростовчане проводили акции против сноса дома. После этого, здание в 2012 было выставлено на торги, но аукцион не был в итоге проведён, хотя дом должны были продать с условием сохранения исторического фасада. По состоянию на 2013 год дом находился в аварийном состоянии. В состоянию на 2014 год, водолечебница была приватизирована, а затем всё-таки снесена. Снос происходил без применения тяжёлой техники, разбор здания проходил вручную.

## Описание
Дом Рындзюна строили в стиле южной русской эклектики, который со временем был утрачен. Ключевым элементом фасадного декора была лепнина, которая встречалась в изобилии. На первых двух этажах дома располагалась лечебница, а на третьем жил врач с женой и четырьмя детьми. Фасад дома был декорирован кирпичом, который выпускал заводчик Епифанов — владелец прибыльной кирпичной мануфактуры. Все кирпичи на его предприятии делались методом ручной формовки. Не только снесённый дом представлял историко-культурную ценность, но и сам участок, и район, где находилась бывшая водолечебница.